# ウィラサクレック・ウォンパサー
ウィラサクレック・ウォンパサーは、1997年4月、東京都荒川区に日本初のムエタイジムをオープンさせたM-1のプロモーターであり、日本国内に8つのムエタイジムを持つ。ムエタイの本場タイからトレーナーを招聘し、WPMF世界王者ワンロップ・ウィラサクレック、WMC世界王者クンタップ・ウィラサクレック、K-1スーパーライト級(-65㎏)元王者・ゲーオ・ウィラサクレックを輩出。タイ人選手を日本向けのスタイルに“改造”し、あらゆる団体に送り込んでは勝利を収める手腕を発揮している他、アタチャイやコムサンなど日本でウケるタイプの選手を選んで招聘するなど日本のキックボクシング界を知り尽くした男である。
来日し引退後の状態であったが、キックの試合を行い日本での戦歴は11戦11勝。ミドルキックで対戦相手の腕を折り、相手はそれが原因で引退してしまい申し訳なかったと語っている。これは佐藤嘉洋が育った名古屋JKファクトリー会長の小森次郎を指している。

## 所属選手
- ゲーオ・ウィラサクレック
- ゴンナパー・ウィラサクレック